# Philodromus mediocris
Philodromus mediocris es una especie de araña cangrejo del género Philodromus, familia Philodromidae. Fue descrita científicamente por Gertsch en 1934.

## Distribución
Esta especie se encuentra en los Estados Unidos.